# Philip McCracken
Philip McCracken (* 14. November 1928 in Bellingham, Washington; † 6. Juni 2021) war ein US-amerikanischer Bildhauer, der vor allem für seine von der Natur inspirierten Skulpturen bekannt ist.

## Leben
Philip McCracken wuchs in Anacortes, Washington auf und entwickelte schon früh ein Interesse an der Kunst. Nach seinem Abschluss an der Anacortes High School 1947 begann er ein Jurastudium an der University of Washington. Als der Koreakrieg ausbrach, unterbrach er sein Studium und diente in der US-Armee. Nach seiner Rückkehr wechselte er zum Kunststudium an der Universität, das er 1953 mit dem Bachelor of Arts abschloss.
Anschließend ging Philip McCracken nach England, um bei Henry Moore zu studieren, der ihn sowohl technisch als auch philosophisch beeinflusste. 1955 kehrte er in die Vereinigten Staaten zurück und ließ sich auf Guemes Island in Washington nieder, wo er bis zu seinem Lebensende lebte und arbeitete.

## Werk
Die Skulpturen von Philip McCracken sind stark von der Natur inspiriert und zeigen häufig Vogel- und Tierdarstellungen. Seine Arbeiten zeichnen sich durch eine Verschmelzung von Form und Idee aus und spiegeln die Zerbrechlichkeit und Kraft der Natur wider. Er arbeitete mit verschiedenen Materialien, darunter Bronze, Holz und andere Medien, um sowohl figurative als auch abstrakte Formen zu schaffen.
Seine Werke wurden in bedeutenden Museen und Galerien wie der Smithsonian Institution, dem Art Institute of Chicago und dem Museum of Northwest Art ausgestellt. Darüber hinaus sind einige seiner Werke Teil der Kunstsammlung des Staates Washington. 